# Em (単位)
em（エム）は、欧文組版において使用される長さの単位である。和文組版では全角幅に相当する。名称の由来は大文字Mで、Mの活字が縦横いっぱいの空間を占めることに由来するが、現代においては大文字のMの幅と等しいとは限らず、フォントによって特定の値に決められている。
em の対義語は en (単位)である。
全角のダッシュ（em-dash）は文中の区切りに使われる。

## コンピュータ
CSSやTeXなどの寸法は、ポイントやピクセル数のような絶対単位で指定する方法と、相対単位で指定する方法があり、emは後者の相対的な単位にあたる。
画面出力においては相対的な単位で指定することによってフォントの拡大・縮小に追随させることが可能になる。Webコンテンツのアクセスビリティガイドライン（WCAG）はテキストのリサイズが可能であることを求めており、リサイズ可能なようにemで指定することが求められる。CSSにおけるemは、各要素ごとに異なる場合があるため、ルート要素のフォント・サイズを基準とする場合は、2013年に導入された単位であるremを使用する。
TeXでは---で全角ダッシュを表す。全角アキは\quadを使用する。
Unicodeでem幅が指定されている文字にはU+2001 EM QUAD、U+2003 EM SPACE、U+2014 EM DASHがある。EM DASHはWindows-1252コードページにも定義されていてよく使用される。日本のJIS X 0208で定義されている区点1-29（ダッシュ (全角)）の記号がこれにあたるかどうかについてはダッシュ (記号)#全角ダッシュのマッピング問題を参照。
| 文字 | Unicode | JIS X 0213 | 文字参照                 | 名称                    |
| ---- | ------- | ---------- | ------------------------ | ----------------------- |
|      | U+2001  | -          | &#x2001; &#8193;         | EM QUAD                 |
|      | U+2003  | -          | &emsp; &#x2003; &#8195;  | EM SPACE                |
| —    | U+2014  | 1-1-29     | &mdash; &#x2014; &#8212; | ダッシュ (全角) EM DASH |